# Justizvollzugsanstalt Karlsruhe

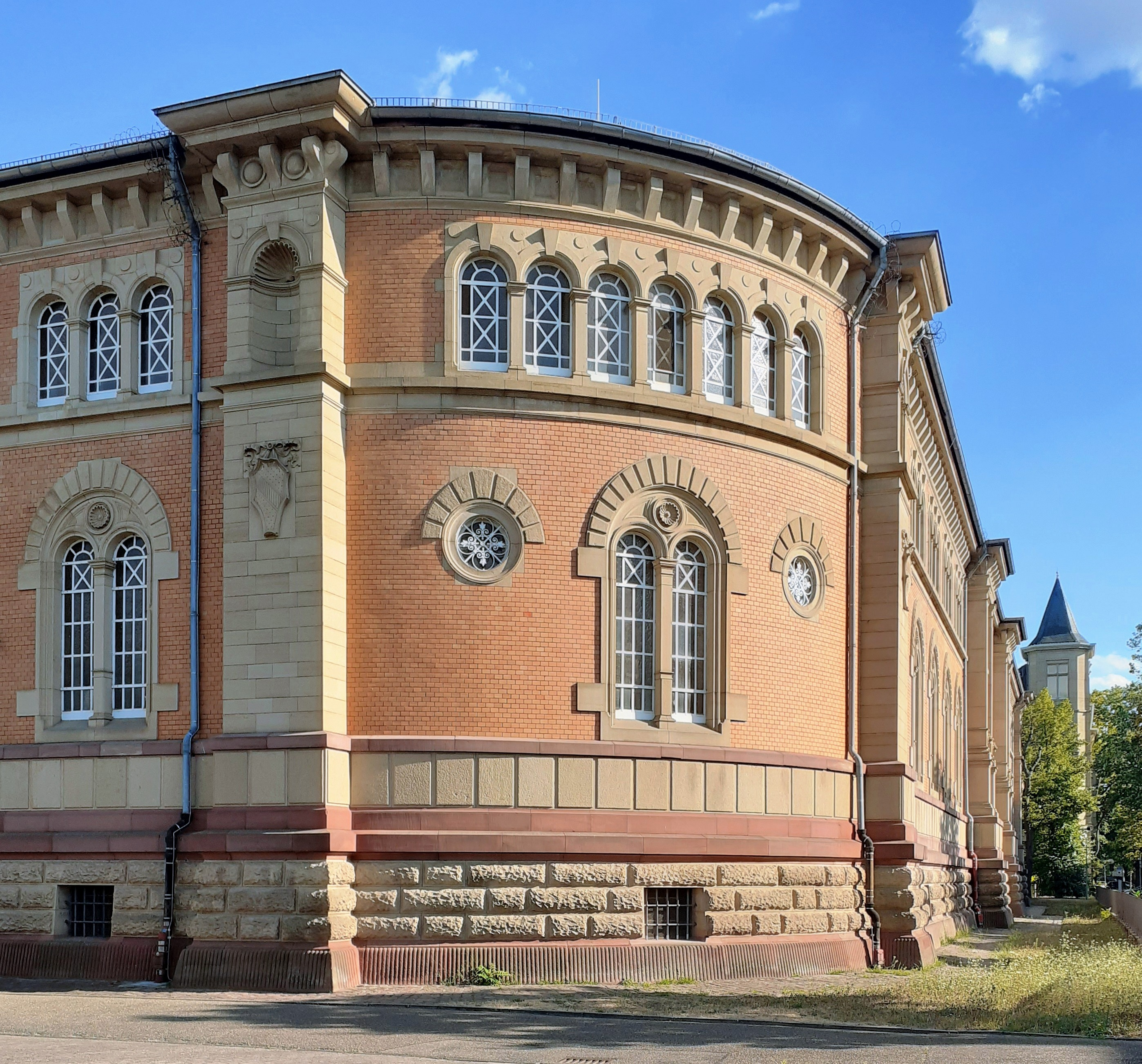
JVA Karlsruhe, Nordwestecke

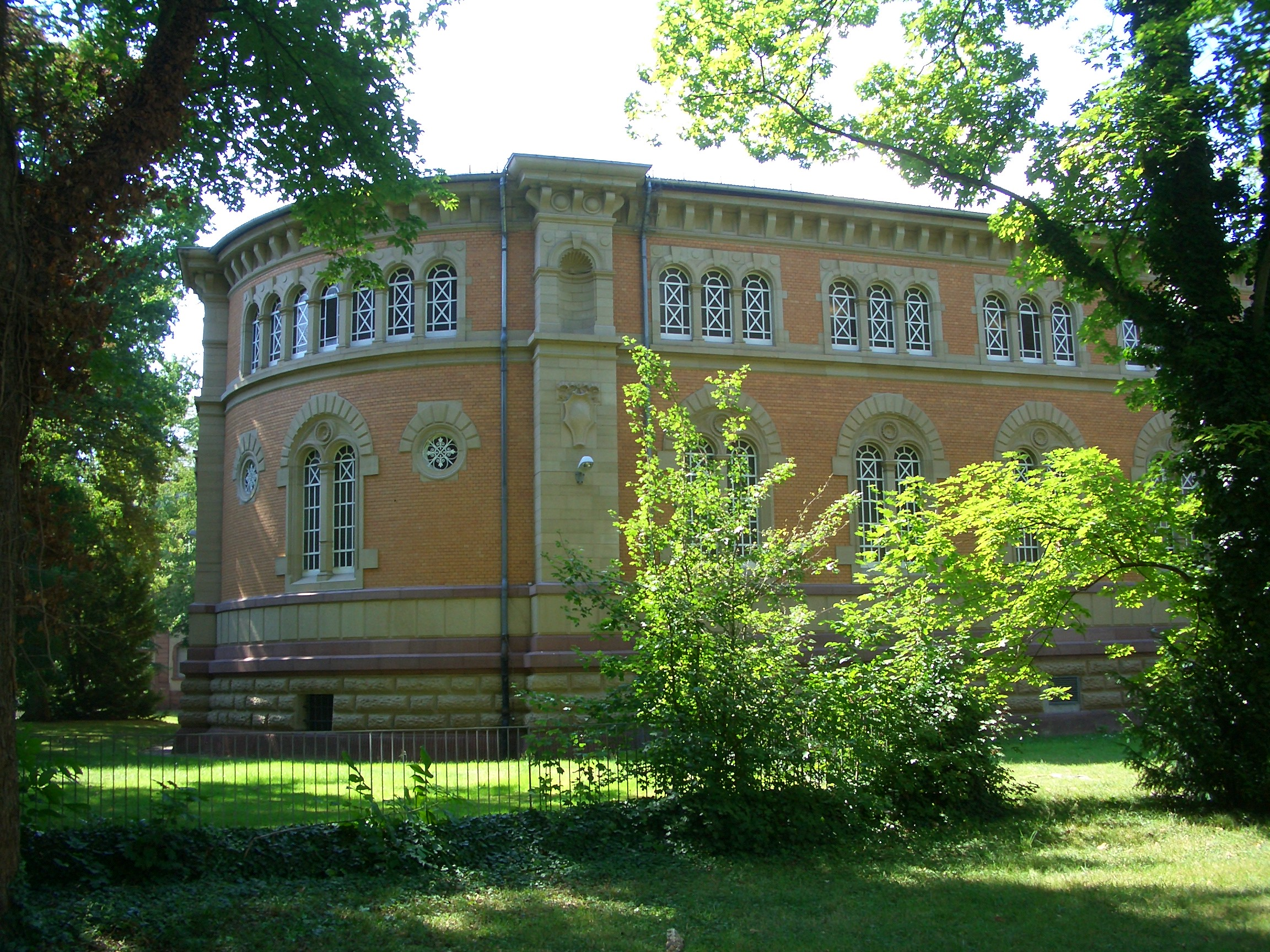
JVA Karlsruhe, Südostecke

Die Justizvollzugsanstalt Karlsruhe ist eine Justizvollzugsanstalt des Landes Baden-Württemberg. Sie besteht aus der Hauptanstalt in Karlsruhe und den Außenstellen in Bühl und Rastatt.
Die Hauptanstalt ist grundsätzlich  für den Vollzug der Untersuchungshaft männlicher Gefangener zuständig. Zusammen mit der Außenstelle Bühl, die Frauen im geschlossenen Vollzug aufnimmt, hat sie 134 Haftplätze. Die Außenstelle Rastatt verfügt über 51 Jugendarrest-Plätze für Jungen und Mädchen.

## Geschichte
Nachdem mit wachsender Einwohnerzahl Karlsruhes die Gefangenenzahlen anstiegen und in den Zellen im Rathausturm und dem schmalen Zellenbau im Hof des Landgerichts drangvolle Enge herrschte, wurde ein neues Gefängnis an der heutigen Riefstahlstraße in zentrumsnaher Lage, angrenzend an das „gehobene“ so genannte „Musikerviertel“, geplant. Neben den Kirchen, öffentlichen Bauten und Villen wäre ein üblicher Gefängnisbau störend für das städtebauliche Gesamtbild gewesen. Auf Vorschlag des mit Strafvollzugsfragen vertrauten Eugen von Jagemann (1849–1926) wurde daher von Oberbaudirektor Josef Durm (1837–1919) ein aufgegliederter Bau mit einer Außenfassade geplant, die an ein Museum erinnert; Vorbild dafür war das Sankt Petersburger Untersuchungsgefängnis.
In den Jahren 1894 bis 1897 schuf Durm einen dreistöckigen Baukörper mit den Außenmaßen 77 × 47 m mit abgerundeten Gebäudeecken und einer unauffälligen Neorenaissance-Fassade. Sockel und Fensterumfassungen sind in hellgrauem Sandstein, die übrigen Außenwände mit rötlich-gelben Backsteinen ausgeführt. Das nach Bombenschäden neu errichtete Dach ist mit Schiefer eingedeckt.
Die Flügel des Bauwerks sind um einen geräumigen Innenhof mit den Maßen 60 × 30 m herum angeordnet. Da sämtliche Zellen zum Hof hin gelegen sind und im Inneren alle Flure an der zur Straßenseite hin gelegenen Außenmauer verlaufen, sind von außen keine vergitterten Zellenluken, sondern größere Bogenfenster sichtbar. In einem erhöhten Mittelbau im Ostflügel sind Verwaltung, Krankenrevier, Arztzimmer und Anstaltskapelle sowie im Untergeschoss die Küche untergebracht.
In einer Hofecke war, wie aus alten Bauplänen ersichtlich, ein längst verschwundenes Schafottfundament angelegt. Bis Mitte der 1930er Jahre sollen dort Todesurteile vollstreckt worden sein.
Während des Zweiten Weltkriegs wurden ausländische politische Gefangene, darunter Opfer des Nacht-und-Nebel-Erlasses, in der Untersuchungshaftanstalt Karlsruhe inhaftiert. Mehrere Gefangene, darunter auch Frauen, wurden später in Konzentrationslager wie Buchenwald, Dachau, Ravensbrück, und Natzweiler-Struthof deportiert. Die Untersuchungshaftanstalt Karlsruhe wurde am 9. April 1945 durch französische Truppen befreit.
Ursprünglich mit 124 Einzelzellen, zehn Krankenzellen und vier Arbeitszellen für eine Normalbelegung von 162 Gefangene ausgelegt, war das Gefängnis in den Jahren nach dem Zweiten Weltkrieg mit bis zu 400 Personen belegt. Heute geht man nach Umbau einzelner Zellen von 111 Haftplätzen aus.
Früher befand sich in einem abgesonderten Teil des Gebäudes eine Frauenabteilung, seit dem Zweiten Weltkrieg sind weibliche Gefangene jedoch in speziellen Anstalten untergebracht. Seit 1. Mai 2009 ist das Bühler Frauengefängnis der JVA Karlsruhe als Außenstelle zugeordnet. Zuvor gehörte es zur JVA Offenburg. Die Jugendarrestanstalt Rastatt ist die zweite Außenstelle der JVA Karlsruhe.